# خورخي كلاروس
خورخي كلاروس (بالإسبانية: Jorge Claros)‏ (مواليد 8 يناير 1986) هو لاعب كرة قدم. يلعب مع منتخب هندوراس لكرة القدم. سبق له أن لعب في كأس العالم لكرة القدم مع منتخب بلاده.

## روابط خارجية
- خورخي كلاروس على موقع الاتحاد الدولي (مؤرشف)  (الإنجليزية)
- خورخي كلاروس على موقع الدوري الأمريكي (الإنجليزية)
- خورخي كلاروس على موقع قاعدة بيانات كرة القدم.إي يو (الإنجليزية)
- خورخي كلاروس على موقع ناشيونال فوتبول تيمز (الإنجليزية)
- خورخي كلاروس على موقع Soccerway.com (الإنجليزية)
- خورخي كلاروس على موقع عالم كرة القدم.نت (الإنجليزية)
- خورخي كلاروس على موقع كووورة
- خورخي كلاروس على موقع أوليمبيديا (الإنجليزية)
- خورخي كلاروس على موقع AS.com (الإسبانية)